# 1600 Smith Street
El 1600 de la calle Smith (anteriormente Continental Center I, también conocido como Cullen Center Plaza) es una torre de oficinas de 51 plantas y 732 pies (223 m) situada en el centro de Houston, Texas, Estados Unidos. El edificio contiene oficinas de United Airlines[cita requerida], y fue la sede de Continental antes de su fusión con United Airlines. En cierto momento sirvió también como sede de ExpressJet Airlines. Es parte del complejo Cullen Center.
El edificio de 51 plantas tiene 1 098 399 pies cuadrados (102 045 m²) de espacio de oficinas alquilable de clase A. El diseño fue de Morris Architects, el contratista general fue Linbeck Construction Company, el ingeniero mecánico fue I.A. Naman, y los ingenieros estructurales fueron CBM Engineers. El edificio fue completado en 1984.
La torre es de estilo postmoderno.  Es actualmente el octavo edificio más alto de Houston. Continental opera una oficina de billetes en la planta baja.

## Historia
Bruce Nichols de The Dallas Morning News dijo a principios de 1984 que el 1600 de Smith "estaba tan vacía que se convirtió en un símbolo de la sobreexpansión de Houston." En 1987 la compañía canadiense Trizec Group compró obligaciones con la opción de comprar partes de Cullen Center, incluido el 1600 Smith Street. En 1997 subcomités de la Junta de Regentes del University of Houston System celebraron reuniones en 1600 Smith Street.
En septiembre de 1997 Continental Airlines anunció que iba a fusionar su sede de Houston en lo que se convertiría en Continental Center I. La aerolínea programó trasladar unos 3.200 empleados en varias fases entre julio de 1998 y enero de 1999. La aerolínea fusionó su antigua sede de la Torre America en Neartown y otras tres oficinas locales en Continental Center I y Continental Center II, en Cullen Center. Continental previó necesitar 15 plantas en Continental Center I. Además, planeó añadir una tienda de la compañía, una unión de crédito, y un centro de servicios de empleados en el vestíbulo de la planta baja de Continental Center I. La aerolínea acordó alquilar 600 000 pies cuadrados (60 000 m²) de espacio en Cullen Center por 11 años inicialmente y 20 años si cogieran las opciones de renovación.
Para hacer espacio a la aerolínea e incrementar la ocupación general del complejo, Trizec negoció con Shell Oil Company para renovar un alquiler de 320 000 pies cuadrados (30 000 m²) que debía expirar en 1998. El grupo de Shell aceptó reducir sus 320 000 pies cuadrados (30 000 m²) de espacio en Continental Center I a 170 000 pies cuadrados (16 000 m²) para dejar espacio a Continental. Shell había planeado reducir su tamaño, por lo que renovó su alquiler para una cantidad menor de espacio. Además, Houston Industries, Inc. pagó a TrizecHahn por lo que pudo romper su alquiler de 100 000 pies cuadrados (10 000 m²) de espacio. Esto dejó más espacio a Continental Airlines.
Tim Reylea, vicepresidente de Cushman Realty Corp., dijo que el traslado de Continental "es probablemente el mayor traslado corporativo de la historia del distrito financiero de Houston." Bob Lanier, alcalde de Houston, dijo que le "divertió hasta la muerte" el traslado de la aerolínea a Downtown Houston.
En septiembre de 2000, se quemó un componente eléctrico de Continental Center I, y el Departamento de Bomberos de Houston cortó el suministro de energía de reserva como precaución. Como resultado del apagón eléctrico temporal, se produjeron retrasos en entre 300 y 400 vuelos de Continental Airlines. La oficina de Texas del Wall Street Project de Jesse Jackson abrió en Continental Center I en mayo de 2001. Después de los atentados del 11 de septiembre de 2001 y en septiembre de 2004 Continental despidió al 24% de sus empleados de administración y gestión. A pesar de la reducción de personal, Continental no anunció planes de subalquilar nada de su espacio de Continental Center I y Continental Center II.
En 2004 se firmaron tres nuevos contratos de alquiler para ocupar espacio en Continental Center I. Nancy Sarnoff del Houston Business Journal dijo que los términos de entre tres y cinco años eran "considerablemente cortos" para alquileres; añadió que los alquileres cortos se debían a una abundancia de espacio en el mercado de oficinas de Downtown, lo que permitió a los inquilinos tener más opinión en sus acuerdos. Southwest Bank of Texas (ahora Amegy Bank) acordó ocupar 23 271 pies cuadrados (2162 m²). Tana Exploration Co. LLC acordó ocupar 11 347 pies cuadrados (1054 m²). Stinnett Thiebaud & Remington LLP acordó ocupar 8974 pies cuadrados (834 m²).
En febrero de 2006 Chevron U.S.A. Inc. firmó un alquiler por 465 000 pies cuadrados (43 200 m²) de espacio. Este alquiler llenó el edificio a ocupación completa y retiró una gran porción de espacio disponible en el submercado de Downtown Houston. Tim Relyea, vicepresidente de Cushman & Wakefield of Texas Inc., dijo que Chevron consideró otras properties antes de decidir Continental Center I. No señaló qué otras torres había considerado la compañía. Chevron planeó situar 1.300 empleados en 20 plantas del edificio. La compañía planeó comenzar a trasladar empleados a la torre en el tercer trimestre de 2006. Antes de la firma del alquiler, los rumores afirmaban que la compañía estaba buscando más espacio de oficinas en Downtown Houston.
En 2008 Continental renovó su alquiler de unos 450 000 pies cuadrados (42 000 m²) en Continental Center I. Antes de la renovación, se difundieron rumores de que la aerolínea trasladaría su sede a oficinas cerca del Aeropuerto Intercontinental George Bush debido al alto precio del combustible, que afecta a la industria aérea; los rumores afirmaban que la aerolínea estaba estudiando alternativas menos caras a Continental Center I. Si hubiera dejado Continental Center I, el 40% del edpacio del edificio se habría quedado desocupado. Steven Biegel, vicepresidente senior de Studley Inc. y representante de los ocupantes de las oficinas, dijo que la superficie renovada por Continental es una cantidad de espacio importanye. Biegel añadió que si el espacio se hubiera desocupado, esta desocupación no hubiera tenido un impacto importante en el submercado de Downtown Houston ya que no había abundancia de espacio disponible, y que otro ocupante potencial lo habría ocupado probablemente. Jennifer Dawson del Houston Business Journal dijo que si Continental Airlines dejara Continental Center I, el desarrollo de la nueva torre de oficinas de Brookfield Properties hubiera sido restrasado. Las partes no revelaron los términos del contrato de alquiler. En 2008 Continental Center I estaba alquilada al 98%.
En 2010, Continental Airlines y United Airlines anunciaron que se iban a fusionar y que la sede de la compañía combinada estaría en el Chicago Loop de Chicago. La aerolínea no ha declarado cuánto de los 480 000 pies cuadrados (45 000 m²) que alquila en Continental Center I serán desocupados. En el 2010 Continental tenía unos 3.000 empleados de administración y gestión en sus oficinas de Downtown Houston. Según Nicole Bradford del Houston Business Journal, algunos creen que la aerolínea desocupará y dejará vacíos miles de pies cuadrados de espacio de Downtown Houston. En 2010 Continental alquilaba 450 000 pies cuadrados (42 000 m²) en Continental Center I, aproximadamente el 40% de la torre.
En 2011 Chevron renovó un alquiler por 311 000 pies cuadrados (28 900 m²) de espacio por siete años.
En septiembre de 2011 Continental continúa ocupando espacio en su antigua sede, Continental Center I, y otro edificio. La mitad del anterior número de empleados trabajarán en Downtown Houston. Algunos puestos de trabajo fueron eliminados y algunos empleados fueron transferidos a Chicago.

## Diseño

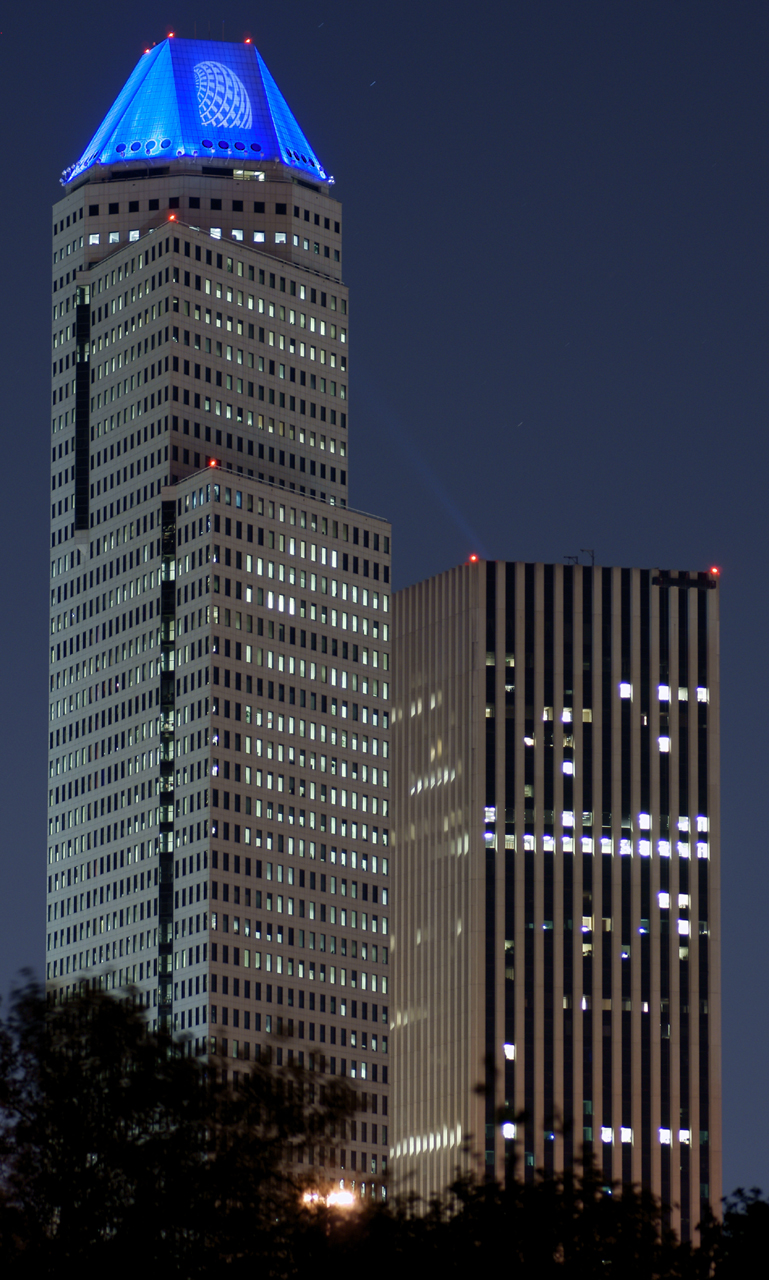
Continental Center I por la noche (izquierda), con la KBR Tower. Continental Center I tenía un patrón de iluminación azul que se añadió después de que el Ayuntamiento de Houston modificara una ordenanza permitiendo a Continental Airlines situar su logo en el edificio.

Continental Center I incluye un patrón de iluminación azul en el techo que muestra el logo de Continental Airlines. Las luces no se habían encendido durante un período antes de 2010. Después de que Continental ocupara el edificio, la aerolínea quiso mostrar su logo en la azotea de Continental Center I. La Ciudad de Houston tenía una ordenanza de 1993 que restringía la altura de nuevos signos en Downtown Houston a 42,5 pies (13,0 m). El miércoles 2 de agosto de 2000, el Ayuntamiento de Houston votó 10-4 para dejar de aplicar el acuerdo informal y promulgar una nueva ley que exima a las empresas de la restricción de altura si la sede nacional de la compañía ocupa el 45% o más de un edificio del centro de Houston con más de 750 000 pies cuadrados (70 000 m²) de espacio usable. El alcalde de Houston, Lee P. Brown, dijo que él apoyó el cambio de ordenanza porque fue una promesa hecha por Bob Lanier a la aerolínea a cambio de atraer a la empresa a trasladar su sede a Continental Center I. Los oponentes del cambio temían que los logos de empresas se hicieran más frecuentes en el skyline de Downtown Houston.
Los ascensores fueron fabricados por Fujitec.